# 카르나발레 박물관

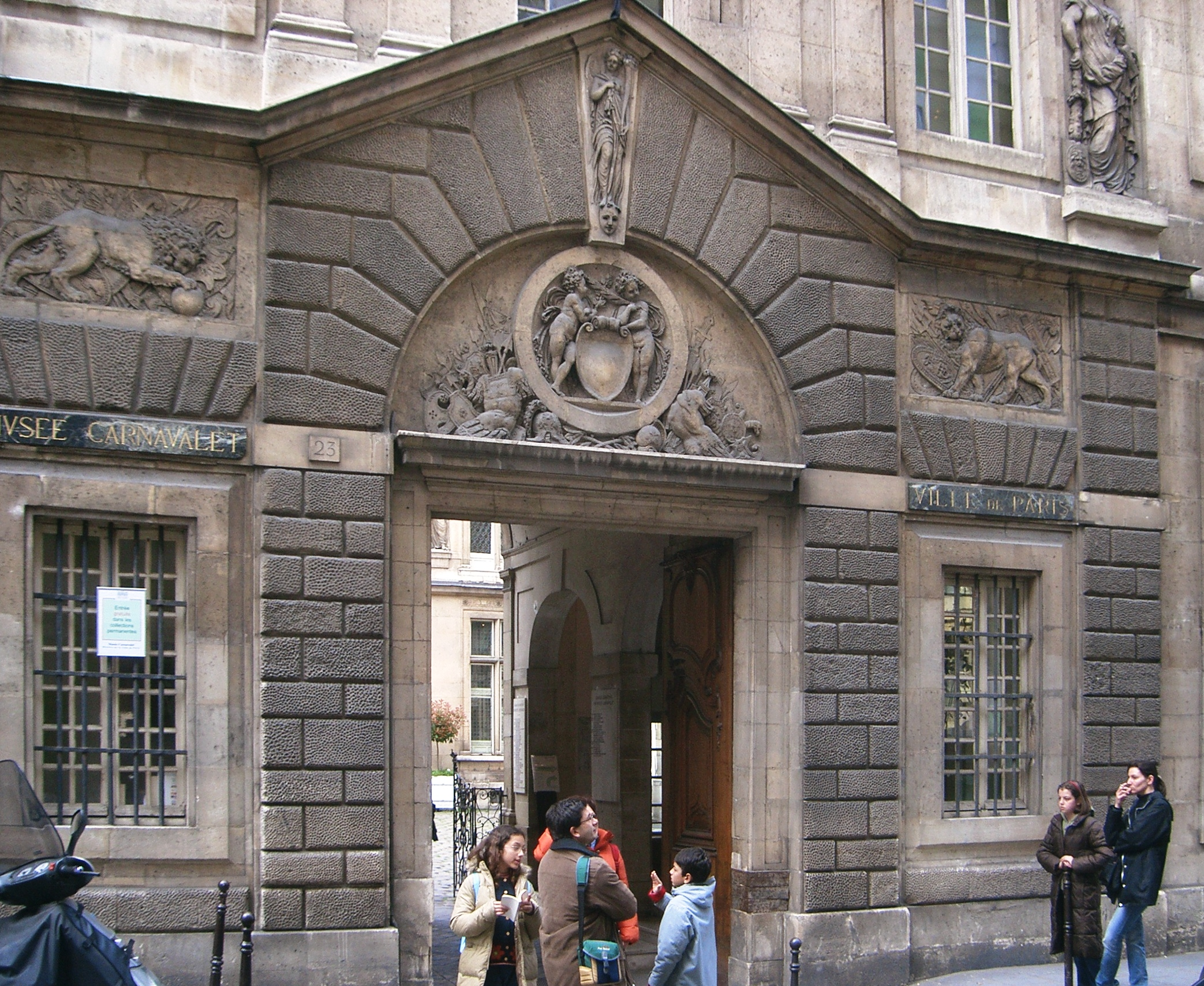
카르나발레 박물관

카르나발레 박물관(프랑스어: Musée Carnavalet 뮈제 카르나발레[*])은 프랑스 파리에 위치한 박물관이다. 파리의 역사에 대해서 다루고 있는 곳으로, 카르나발레 호텔(Hôtel Carnavalet)과 르 펠레티에 드 생 파르고 호텔(Hôtel Le Peletier de Saint Fargeau)이라는 건물 두 개를 겸하여 쓰고 있다. 파리 지하철 1호선의 생폴 역과 가깝다.
19세기 말 파리 시의 도시계획을 맡았던 조르주외젠 오스만의 권고로 1866년 파리 시의회에서 카르나발레 호텔 건물을 사들였으며 1880년에 대중에 공개됐다. 이후 1980년대 들어 기존 건물이 포화 상태에 다다르자, 바로 이웃해 있던 르 펠레티에 드 생 파르고 호텔 건물을 카르나발레 호텔과 합쳐 1989년에 재개관하였다.
2013년부터는 파리 시내의 박물관 14개가 모여 창설한 공공 단체 '파리 뮈제'(Paris Musées)에 소속되어 운영되고 있다. 현재는 박물관 내부 개선 공사로 휴업 중인 상태이며 2019년 말에 재개관할 예정이다.

## 소장품
박물관 입구를 통해 들어가면 뜰이 조성되어 있으며, 태양왕 루이 14세의 대형 조각상이 관람객을 맞이한다. 전시관에서는 파리시족이 처음 정착했던 뤼테스 마을이, 인구 2,201,578명의 세계적인 대도시로 거듭나기까지의 변천사를 상세히 보여준다.
카르나발레 박물관은 회화 2,600점, 그림 2만 점, 판화 30만 점, 사진 15만 점, 현대 조각 2,000점, 가구 800점, 도자 수천 점을 소장하고 있으며 그 밖에도 장신구, 모형, 입체도, 동전, 소품, 서명, 기념품, 유물 등도 다수 소장하고 있다. 르네상스에서 오늘날에 이르기까지의 근대 파트에서는 파리의 풍부한 모습들을 제공하며, 16~20세기 파리의 여러 거리와 명소의 풍경들도 전시해 놓았다. 뿐만 아니라 파리에서 벌어진 사건 (각종 혁명들)을 보여주는 전시품이나 파리의 역사에 영향을 끼쳤던 인물 초상화들은 물론, 각 사회 계층들이 보냈던 일상들의 면면들도 제시하고 있다.

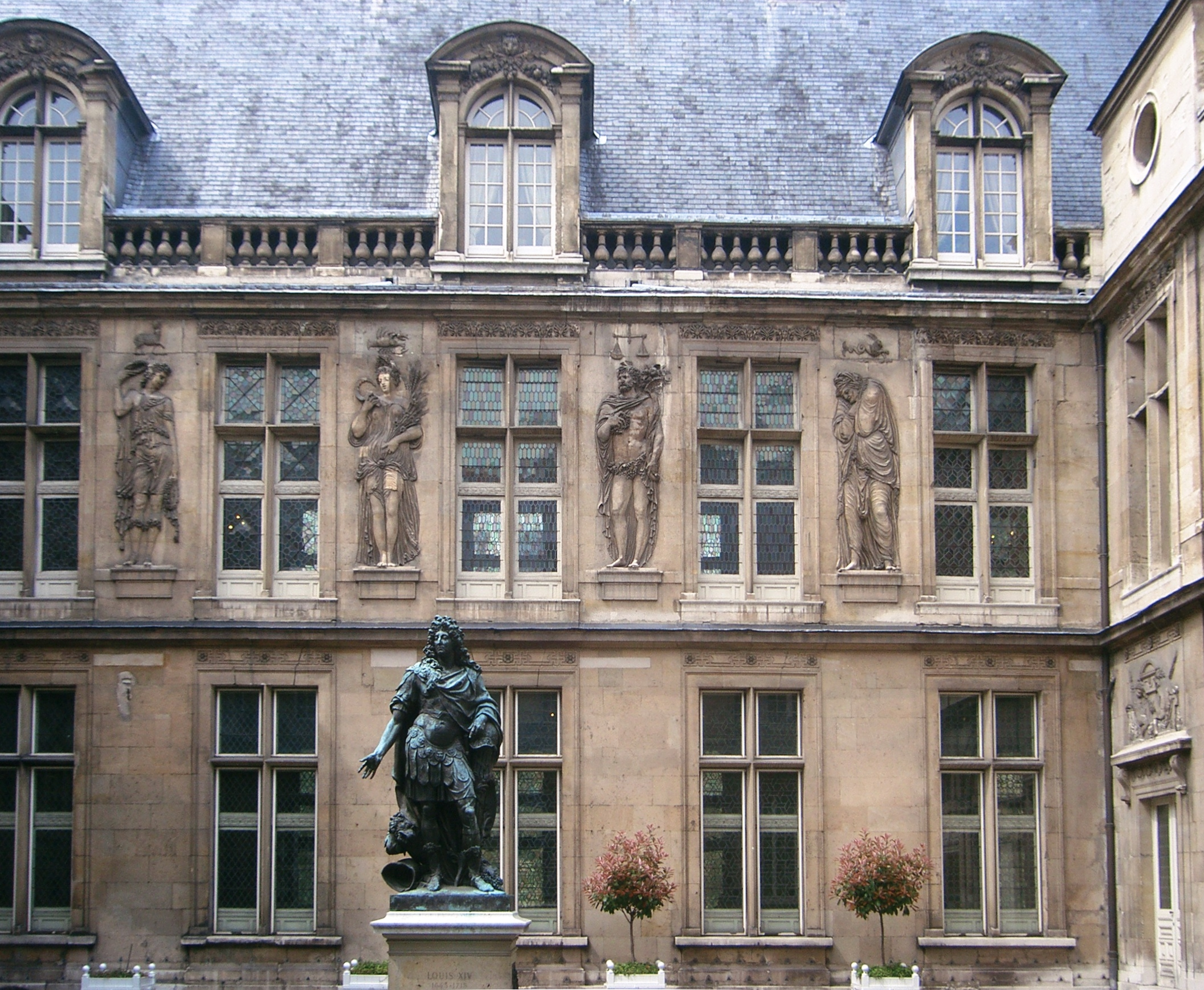
루이 15세 조각상
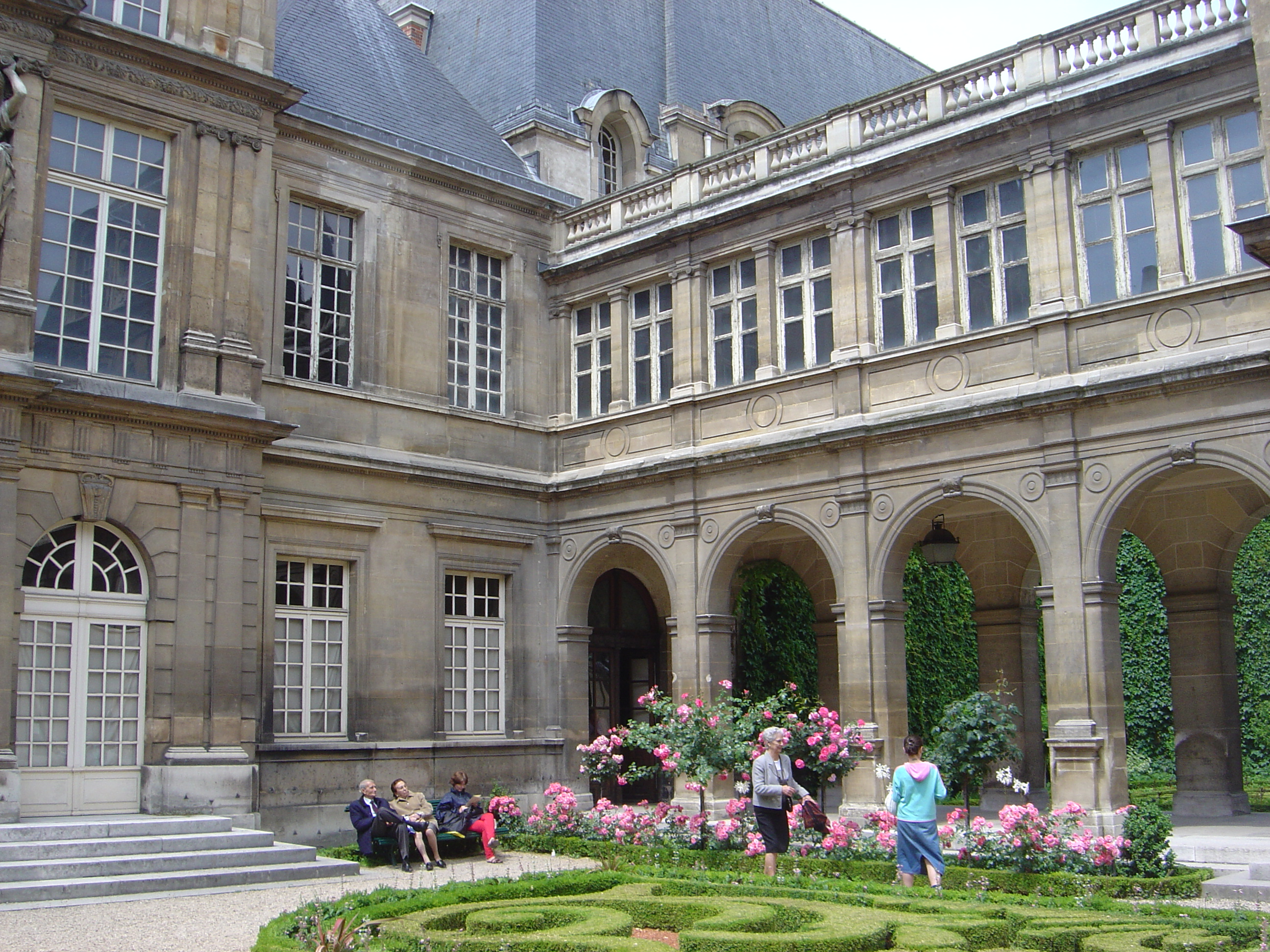
안뜰 풍경
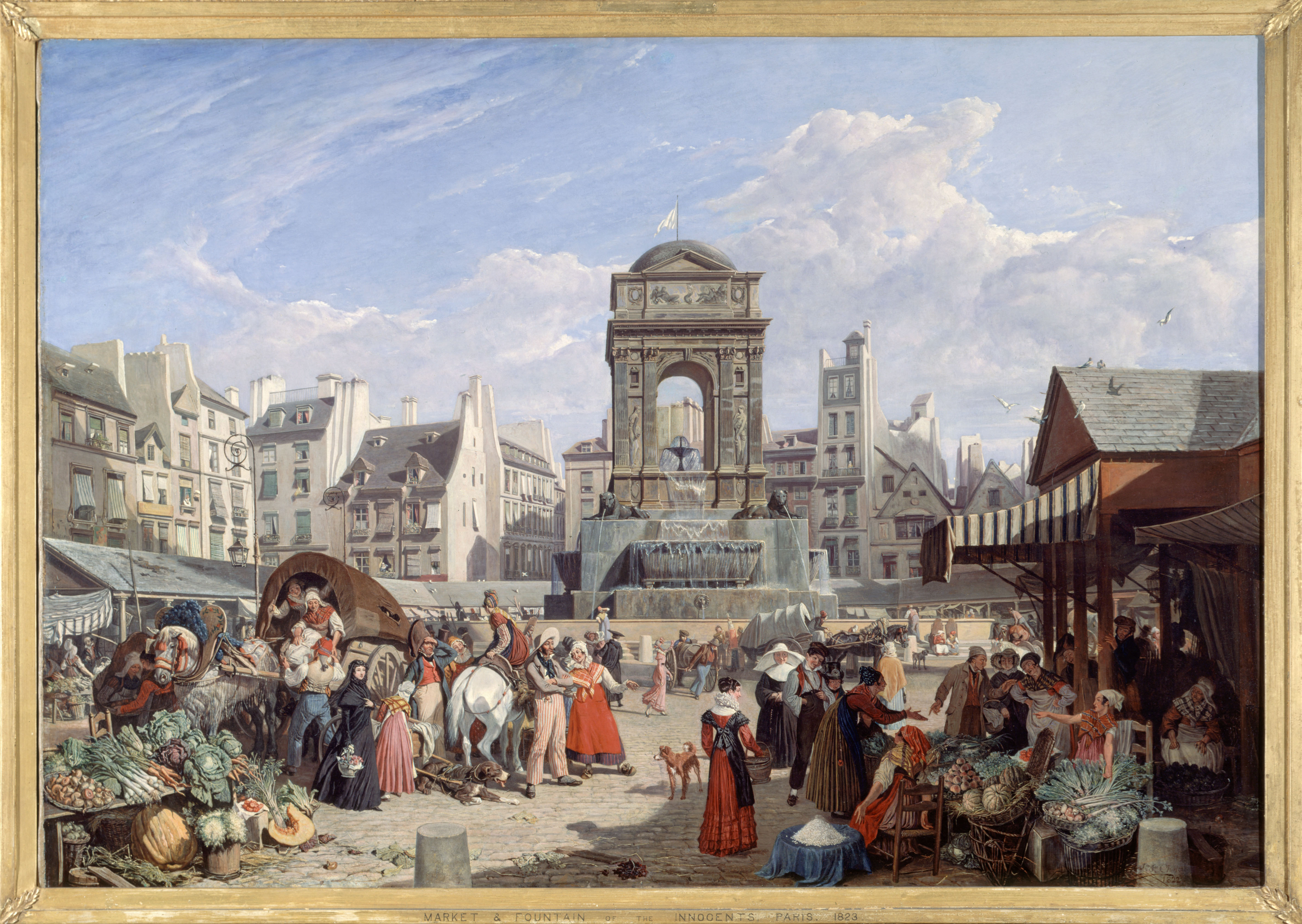
《1790년 7월 14일 샹드마르스의 연방 축제》, 샤를 테브냉 작
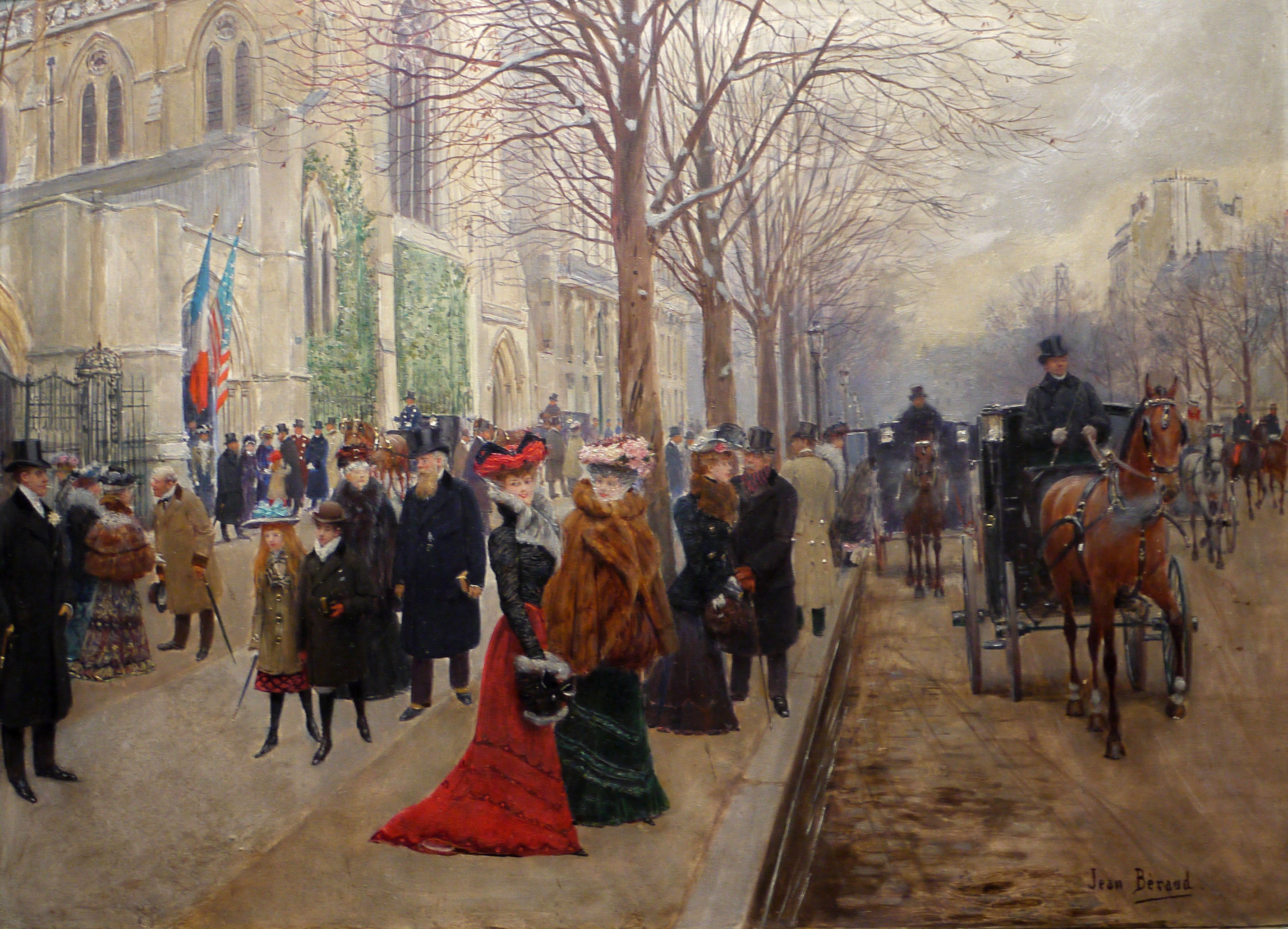
《생트트리니테 교회에서 미사가 끝난 뒤》, 장 베로 작

## 같이 보기
- 파리의 역사
- 사이먼 샤마